# Colonia Cinco de Mayo
Colonia Cinco de Mayo är en ort i Mexiko.   Den ligger i kommunen Cuichapa och delstaten Veracruz, i den sydöstra delen av landet, 260 km öster om huvudstaden Mexico City. Colonia Cinco de Mayo ligger 417 meter över havet och antalet invånare är 374.
Terrängen runt Colonia Cinco de Mayo är varierad. Runt Colonia Cinco de Mayo är det ganska tätbefolkat, med 129 invånare per kvadratkilometer. Närmaste större samhälle är Cuitláhuac, 9,5 km nordost om Colonia Cinco de Mayo. Trakten runt Colonia Cinco de Mayo består till största delen av jordbruksmark.